# Calixtus I
Calixtus I var påve mellan omkring 218 och 222. Han led sannolikt martyrdöden. Calixtus vördas som helgon inom Romersk-katolska kyrkan. Hans minnesdag firas den 14 oktober.

## Biografi
Enligt uppgifter i bland annat Philosophumena (C.IX), som sannolikt har Hippolytus som upphovsman, var Calixtus slav innan han blev påve, hos den kristne Carpophorus. Calixtus skulle, fortsätter Philosophumena, ha givits ansvaret över Carpophorus förmögenhet som han skulle ha förlorat och därför flytt. Carpophorus skulle då ha följt efter honom, och Calixtus varit nära att drunkna, ha räddats, men senare stått anklagad för att ha förolämpat judar i en synagoga och därför sänts till Sardinien för straffarbete. En älskarinna till Commodus skulle därefter ha frågat påve Viktor I om en lista över martyrer på Sardinien vilka hon lät en eunuck hämta tillbaka till Rom, och fastän Calixtus namn inte fanns på den listan skulle han ha bett på sina knän för att räddas, och så blivit. Senare skulle han ha satts att vakta de kristna gravplatserna i Rom, blivit ärkediakon, och slutligen påve. Han skulle dock aldrig ha friköpts, och därmed enligt romersk rätt inte egentligen vara att betrakta som en fri man. Historiciteten i denna berättelse har sedan 1800-talet blivit häftigt ifrågasatt. Sankt Calixtus katakomber i Rom är uppkallade efter Calixtus. 
Uppgifterna om Calixtus martyrskap kommer från Depositio Martyrum. Historiae Augustae anger att han lät uppföra ett oratorium, men att värdshusvärdarna i staden klagade till kejsaren för att de ansåg att det var deras mark. Kejsaren skall ha beslutat att det var bättre med en byggnad där man vördade en Gud än ett värdshus. Detta är föregångaren till Santa Maria in Trastevere.
Calixtus hade två mäktiga fiender i Tertullianus och Hippolytus; den senare blev motpåve och anklagade Calixtus för kätteri och för att ha grundat sabellianismen. Calixtus å sin sida bekämpade sabellianismen och monarkianismen samt förklarade Hippolytus läror för heretiska. 
Hans reliker vördas i kyrkan Santa Maria in Trastevere i Trastevere, dit de fördes under 800-talet.

### Webbkällor
- ”Pope Callistus I”. Catholic Encyclopedia. New Advent. http://www.newadvent.org/cathen/03183d.htm. Läst 14 oktober 2017.
- ”San Callisto I, papa”. Santi e Beati. http://www.santiebeati.it/dettaglio/29550. Läst 14 oktober 2017.